# 古川洋介
古川 洋介（こがわ ようすけ、1990年1月3日 - ）は、日本の俳優、タレント、ファッションモデル。東京都出身。身長170cm。かつてはエヴァーグリーン・エンタテイメントに所属していた。

## 来歴
2008年に月刊Audition×エヴァーグリーン・エンタテイメント公開オーディショングランプリを受賞して芸能界デビュー。
同年には集英社「Seventeen」ボーイフレンドモデルもつとめる。
2011年頃にアレックス藤岡に改名。